# Colpoptera nigridorsa
Colpoptera nigridorsa är en insektsart som beskrevs av Caldwell 1945. Colpoptera nigridorsa ingår i släktet Colpoptera och familjen sköldstritar. Inga underarter finns listade i Catalogue of Life.